# Đội tuyển bóng đá U-17 quốc gia Afghanistan
Đội tuyển bóng đá U-17 quốc gia Afghanistan là đội do Liên đoàn bóng đá Afghanistan quản lý và đại diện cho Afghanistan ở các giải đấu thuộc lứa tuổi U-17. Đội đã từng 1 lần vượt qua vòng loại Giải vô địch bóng đá U-16 châu Á 2012, nhưng đã bị truất quyền tham dự do có một cầu thủ trong đội hình của họ không đủ điều kiện để thi đấu ở Vòng loại Giải vô địch bóng đá U-16 châu Á 2012.

## Lịch thi đấu và kết quả
Thắng
      Hoà
      Thua
| 16 June 2023 | Afghanistan | 1-6      | Iran                                                                            | Sân vận động Rajamangala, Bangkok, Thái Lan |  |
| 21:00 GMT+7  | Niazi 36'   | Chi tiết | - Nafari 28' - Gholizadah 32' (ph.đ.), 51' - Taheri 45+4', 48' - Ghandipour 89' | Trọng tài: Ali Reda (Lebanon)               |  |

| 19 June 2023 | Afghanistan | v | Hàn Quốc | Sân vận động BG Pathum Thani, Pathum Thani, Thái Lan |
| 19:00 GMT+7  |             |   |          |                                                      |

| 22 tháng 6 năm 2023 | Afghanistan | v | Qatar | Sân vận động Rajamangala, Bangkok, Thái Lan |
| 21:00 GMT+7         |             |   |       |                                             |

## Thành tích
| Giải vô địch bóng đá U-17 thế giới | Giải vô địch bóng đá U-17 thế giới | Giải vô địch bóng đá U-17 thế giới | Giải vô địch bóng đá U-17 thế giới | Giải vô địch bóng đá U-17 thế giới | Giải vô địch bóng đá U-17 thế giới | Giải vô địch bóng đá U-17 thế giới | Giải vô địch bóng đá U-17 thế giới | Giải vô địch bóng đá U-17 thế giới |
| Năm                                | Thành tích                         | Thứ hạng                           | GP                                 | W                                  | D                                  | L                                  | GS                                 | GA                                 |
| ---------------------------------- | ---------------------------------- | ---------------------------------- | ---------------------------------- | ---------------------------------- | ---------------------------------- | ---------------------------------- | ---------------------------------- | ---------------------------------- |
| 1985                               | Không tham dự                      | Không tham dự                      | Không tham dự                      | Không tham dự                      | Không tham dự                      | Không tham dự                      | Không tham dự                      | Không tham dự                      |
| 1987                               | Không tham dự                      | Không tham dự                      | Không tham dự                      | Không tham dự                      | Không tham dự                      | Không tham dự                      | Không tham dự                      | Không tham dự                      |
| 1989                               | Không tham dự                      | Không tham dự                      | Không tham dự                      | Không tham dự                      | Không tham dự                      | Không tham dự                      | Không tham dự                      | Không tham dự                      |
| 1991                               | Không tham dự                      | Không tham dự                      | Không tham dự                      | Không tham dự                      | Không tham dự                      | Không tham dự                      | Không tham dự                      | Không tham dự                      |
| 1993                               | Không tham dự                      | Không tham dự                      | Không tham dự                      | Không tham dự                      | Không tham dự                      | Không tham dự                      | Không tham dự                      | Không tham dự                      |
| 1995                               | Không tham dự                      | Không tham dự                      | Không tham dự                      | Không tham dự                      | Không tham dự                      | Không tham dự                      | Không tham dự                      | Không tham dự                      |
| 1997                               | Không tham dự                      | Không tham dự                      | Không tham dự                      | Không tham dự                      | Không tham dự                      | Không tham dự                      | Không tham dự                      | Không tham dự                      |
| 1999                               | Không tham dự                      | Không tham dự                      | Không tham dự                      | Không tham dự                      | Không tham dự                      | Không tham dự                      | Không tham dự                      | Không tham dự                      |
| 2001                               | Không tham dự                      | Không tham dự                      | Không tham dự                      | Không tham dự                      | Không tham dự                      | Không tham dự                      | Không tham dự                      | Không tham dự                      |
| 2003                               | Không tham dự                      | Không tham dự                      | Không tham dự                      | Không tham dự                      | Không tham dự                      | Không tham dự                      | Không tham dự                      | Không tham dự                      |
| 2005                               | Không tham dự                      | Không tham dự                      | Không tham dự                      | Không tham dự                      | Không tham dự                      | Không tham dự                      | Không tham dự                      | Không tham dự                      |
| 2007                               | Không tham dự                      | Không tham dự                      | Không tham dự                      | Không tham dự                      | Không tham dự                      | Không tham dự                      | Không tham dự                      | Không tham dự                      |
| 2009                               | Không tham dự                      | Không tham dự                      | Không tham dự                      | Không tham dự                      | Không tham dự                      | Không tham dự                      | Không tham dự                      | Không tham dự                      |
| 2011                               | Không tham dự                      | Không tham dự                      | Không tham dự                      | Không tham dự                      | Không tham dự                      | Không tham dự                      | Không tham dự                      | Không tham dự                      |
| 2013                               | Không tham dự                      | Không tham dự                      | Không tham dự                      | Không tham dự                      | Không tham dự                      | Không tham dự                      | Không tham dự                      | Không tham dự                      |
| 2015                               | Không tham dự                      | Không tham dự                      | Không tham dự                      | Không tham dự                      | Không tham dự                      | Không tham dự                      | Không tham dự                      | Không tham dự                      |
| 2017                               | Không tham dự                      | Không tham dự                      | Không tham dự                      | Không tham dự                      | Không tham dự                      | Không tham dự                      | Không tham dự                      | Không tham dự                      |
| 2019                               | Không tham dự                      | Không tham dự                      | Không tham dự                      | Không tham dự                      | Không tham dự                      | Không tham dự                      | Không tham dự                      | Không tham dự                      |
| 2023                               | Không tham dự                      | Không tham dự                      | Không tham dự                      | Không tham dự                      | Không tham dự                      | Không tham dự                      | Không tham dự                      | Không tham dự                      |
| Tổng                               | –                                  | 0/19                               | 0                                  | 0                                  | 0                                  | 0                                  | 0                                  | 0                                  |

| Cúp bóng đá U-17 châu Á | Cúp bóng đá U-17 châu Á  | Cúp bóng đá U-17 châu Á  | Cúp bóng đá U-17 châu Á  | Cúp bóng đá U-17 châu Á  | Cúp bóng đá U-17 châu Á  | Cúp bóng đá U-17 châu Á  | Cúp bóng đá U-17 châu Á  | Cúp bóng đá U-17 châu Á  |
| Năm                     | Thành tích               | GP                       | W                        | D                        | L                        | GS                       | GA                       |                          |
| ----------------------- | ------------------------ | ------------------------ | ------------------------ | ------------------------ | ------------------------ | ------------------------ | ------------------------ | ------------------------ |
| 1985                    | Không tham dự            | Không tham dự            | Không tham dự            | Không tham dự            | Không tham dự            | Không tham dự            | Không tham dự            | Không tham dự            |
| 1986                    | Không tham dự            | Không tham dự            | Không tham dự            | Không tham dự            | Không tham dự            | Không tham dự            | Không tham dự            | Không tham dự            |
| 1988                    | Không tham dự            | Không tham dự            | Không tham dự            | Không tham dự            | Không tham dự            | Không tham dự            | Không tham dự            | Không tham dự            |
| 1990                    | Không tham dự            | Không tham dự            | Không tham dự            | Không tham dự            | Không tham dự            | Không tham dự            | Không tham dự            | Không tham dự            |
| 1992                    | Không tham dự            | Không tham dự            | Không tham dự            | Không tham dự            | Không tham dự            | Không tham dự            | Không tham dự            | Không tham dự            |
| 1994                    | Không tham dự            | Không tham dự            | Không tham dự            | Không tham dự            | Không tham dự            | Không tham dự            | Không tham dự            | Không tham dự            |
| 1996                    | Không tham dự            | Không tham dự            | Không tham dự            | Không tham dự            | Không tham dự            | Không tham dự            | Không tham dự            | Không tham dự            |
| 1998                    | Không tham dự            | Không tham dự            | Không tham dự            | Không tham dự            | Không tham dự            | Không tham dự            | Không tham dự            | Không tham dự            |
| 2000                    | Không tham dự            | Không tham dự            | Không tham dự            | Không tham dự            | Không tham dự            | Không tham dự            | Không tham dự            | Không tham dự            |
| 2002                    | Không vượt qua vòng loại | Không vượt qua vòng loại | Không vượt qua vòng loại | Không vượt qua vòng loại | Không vượt qua vòng loại | Không vượt qua vòng loại | Không vượt qua vòng loại | Không vượt qua vòng loại |
| 2004                    | Không vượt qua vòng loại | Không vượt qua vòng loại | Không vượt qua vòng loại | Không vượt qua vòng loại | Không vượt qua vòng loại | Không vượt qua vòng loại | Không vượt qua vòng loại | Không vượt qua vòng loại |
| 2006                    | Không tham dự            | Không tham dự            | Không tham dự            | Không tham dự            | Không tham dự            | Không tham dự            | Không tham dự            | Không tham dự            |
| 2008                    | Rút lui                  | Rút lui                  | Rút lui                  | Rút lui                  | Rút lui                  | Rút lui                  | Rút lui                  | Rút lui                  |
| 2010                    | Không vượt qua vòng loại | Không vượt qua vòng loại | Không vượt qua vòng loại | Không vượt qua vòng loại | Không vượt qua vòng loại | Không vượt qua vòng loại | Không vượt qua vòng loại | Không vượt qua vòng loại |
| 2012                    | Bị cấm tham dự           | Bị cấm tham dự           | Bị cấm tham dự           | Bị cấm tham dự           | Bị cấm tham dự           | Bị cấm tham dự           | Bị cấm tham dự           | Bị cấm tham dự           |
| 2014                    | Không vượt qua vòng loại | Không vượt qua vòng loại | Không vượt qua vòng loại | Không vượt qua vòng loại | Không vượt qua vòng loại | Không vượt qua vòng loại | Không vượt qua vòng loại | Không vượt qua vòng loại |
| 2016                    | Không vượt qua vòng loại | Không vượt qua vòng loại | Không vượt qua vòng loại | Không vượt qua vòng loại | Không vượt qua vòng loại | Không vượt qua vòng loại | Không vượt qua vòng loại | Không vượt qua vòng loại |
| 2018                    | Vòng bảng                | 3                        | 0                        | 0                        | 3                        | 1                        | 13                       |                          |
| 2023                    | Vòng bảng                | 3                        | 1                        | 0                        | 2                        | 3                        | 11                       |                          |
| Tổng                    | 2/18                     | 6                        | 1                        | 0                        | 5                        | 4                        | 24                       |                          |